# Еникеев, Амирхан Нигметзянович
Амирхан Нигметзянович Еникеев (тат. Әмирхан Нигмәтҗан улы Еникиев; 2 марта 1909, Верхние Каргалы, Уфимская губерния — 16 февраля 2000, Казань) — татарский писатель-прозаик, публицист, народный писатель Республики Татарстан. Знаменитые произведения: повести «Саз чәчәге» («Болотный цветок», 1955), «Рәшә» («Марево», 1962), «Вөҗдан» («Совесть», 1968); «Гөләндәм туташ хатирәсе» («Воспоминания Гуляндам туташ», 1975), автобиографическая повесть «Соңгы китап» («Последняя книга», 1981—82).

## Биография
Будущий писатель Амирхан Еники был первым выжившим ребёнком в крестьянской семье, девять детей до него умерли в раннем детстве. Несмотря на крестьянский вид занятий, его родители были потомками мурз Еникеевых. В 1911 году Нигметзян Еникеев перевёз семью на станцию Давлеканово, где занялся торговлей. Родители Амирхана были набожными людьми, старались дать обоим сыновьям строгое воспитание, но не мешали им развивать свои интересы. В 1916—1924 годах Амирхан с перерывами учится в школах. Мальчик с детства увлёкся творчеством и в 1924 году написал первые стихи под влиянием знаменитого татарского поэта Габдуллы Тукая.
В 1925 году приезжает в Казань и до 1926 года работает курьером в книжном магазине. В 1926 году поступил сначала в Архитектурно-художественную мастерскую, а потом на рабфак Казанского университета, но был отчислен оттуда в связи с дворянским происхождением. Амирхан Еники не переставал заниматься творчеством, писал небольшие рассказы, некоторые из которых публиковались.
Не найдя работы в Казани, в 1927 году Амирхан Еники уезжает Донбасс, где занимается обучением шахтёров-татар. Через год возвращается в Казань и устраивается на меховую фабрику, где работает поначалу учеником, а затем сортировщиком до 1931 г. В 1929 году отдельным изданием выходит его первая повесть «Дус кеше» («Друг»), печатаются другие рассказы. После этого Амирхан Еники надолго бросает творчество. В 1931—1934 гг. учится в Казанском институте научной организации труда и с 1934 по 1939 годы работает в различных учреждениях и предприятиях Казани и Баку. В 1939—1941 гг. преподаёт в средней школе г. Маргилан Узбекской ССР.
В июле 1941 года школьный учитель призывается на фронт рядовым. Здесь он снова ощутил желание писать. Несколько его рассказов («Бала» («Дитя», 1941), «Ана һәм кыз» («Мать и дочь», 1942), «Бер генә сәгатькә» («На часок», 1944), «Ялгыз каз» («Одинокий гусь», 1944), «Мәк чәчәге» («Маков цвет», 1944)), изданные в это время в журнале «Совет әдәбияты», вызвали горячий интерес читателей. Амирхан Еники так пишет об этом периоде своего творчества: «Я каждый день видел смерть, однако в рассказах своих писал о жизни, о том, что она сильнее смерти…».
В 1950 году опубликован первый сборник рассказов «Солнечное утро», в 1953 году — сборник «Парень прибыл на побывку». В 1955 году в Москве издательством «Советский писатель» на русском языке выпущен сборник рассказов «Спасибо, товарищи!», получивший одобрение литературной критики. Со дня демобилизации и до 1950 года работает в Татрадиокомитете заведующим сектором литературных передач, затем — в редакции журнала «Колхоз бригадасы» («Колхозная бригада»). С 1953 года он занимается литературным творчеством как писатель-профессионал. Тем не менее его послевоенная писательская карьера не была лёгкой. Наиболее известные произведения «Тауларга карап» («Глядя на горы»), «Саз чәчәге» («Болотный цветок»), «Рәшә» («Марево») годами лежали в издательствах.
Лишь с наступлением «хрущёвской оттепели» отношение к писателю изменилось, и его книги начали издаваться. «Салават күпере» («Радуга», 1966), «Без дә солдатлар идек» («И мы были солдатами», 1971), «Хәтәрдәге төеннәр» («Узелки памяти», 1983), «Соңгы китап» («Последняя книга», 1986) и многие другие произведения Еники увидели свет на татарском и других языках бывшего СССР.
С конца 80-х годов Амирхан Еники перестал писать художественные произведения и посвятил себя публицистике.
Амирхан Еники скончался 16 февраля 2000 года в возрасте 90 лет и был похоронен в Казани.

## Память
С 2005 года одна из улиц Вахитовского района г. Казани носит имя А. Еники.

## Награды и звания
- Государственная премия Татарской АССР имени Габдуллы Тукая (1984)
- Лауреат Государственной премии имени Г. Исхаки
- Награждён орденами Трудового Красного Знамени (01.03.1979) и «Знак Почёта» (1957)
- Народный писатель Татарской АССР (1989)